# Три богатыря и Пуп Земли
«Три богатыря́ и Пуп Земли́» — российский комедийный фэнтези-мультфильм, двенадцатый во франшизе «Три богатыря».
Мультфильм, в котором Алеша открывает портал в мир динозавров и древних людей, вышел через два года после появления одиннадцатого фильма цикла — «Три богатыря и Конь на троне». Создан студией «Мельница» и кинокомпанией «СТВ». Мультфильм вышел в кинотеатрах 28 декабря 2023 года, а с марта 2024-го доступен в онлайн-кинотеатре «Кинопоиск». Фильм собрал в прокате более миллиарда рублей, став на тот момент самым кассовым российским мультфильмом, но в прессе получил неоднозначные отзывы.

## Сюжет
Змей Горыныч находит в лесу детёныша динозавра, который попал в их эпоху через Пуп Земли — портал сквозь время. Горыныч хочет вернуть малыша в его время, а конь Юлий надеется обогатиться при помощи портала времени. В итоге Юлий, Алёша и князь проваливаются в условную эпоху прошлого, где обитают динозавры и первобытные люди. Горыныч и остальные богатыри отправляются следом выручать их.

## В ролях
- Валерий Соловьёв — Добрыня Никитич
- Дмитрий Быковский — Илья Муромец
- Олег Куликович — Алёша Попович / Змей Горыныч
- Анатолий Петров — Тихон / Боярин Антип
- Сергей Маковецкий — Князь Киевский
- Михаил Черняк — осёл Моисей
- Алиса Боярская — Фрося
- Дмитрий Высоцкий — конь Юлий
- Лия Медведева — Любава, жена Алёши
- Юлия Зоркина — Настасья Филипповна, жена Добрыни / Бабуля / Баба-Яга
- Мария Цветкова-Овсянникова — Алёнушка, жена Ильи / перевод речи первобытных людей
- Максим Сергеев — Курфюрст / Вождь / Дружинник / Боярин / Слуга Юлия
- Александр Боярский — Древний житель
- Яков Культиасов — глашатай

## Прокат
«Пуп Земли» стал кассовым хитом. В дебютный уик-энд мультфильм собрал в прокате почти 150 миллионов рублей. За месяц в прокате он собрал кассу более чем в миллиард рублей; по данным «Бюллетеня кинопрокатчика» его посмотрели более 3 миллионов зрителей. По данным Forbes, «Пуп Земли» стал самым кассовым российским мультфильмом за всю историю.

## Отзывы и оценки
Первые отзывы на фильм в прессе были противоречивыми. Авторы изданий Кино Mail.ru и TramVision оценили фильм отрицательно, назвав его одной из худших частей серии «Три богатыря»: «Ни слишком истеричный и вертлявый Юлий, которого хочется прихлопнуть, ни слабый, но заносчивый князь, ни прочие штампы, которые кочуют из серии в серию, не добавляют мультфильму привлекательности», «Большую часть времени ровным счётом ничего не происходит, между редкими событиями экран заполняет куча ненужной шелухи с тоскливыми диалогами и почти полным отсутствием шуток и гэгов». Издание «7 дней» выпустило положительный обзор, заявив, что фильм преподносит сюрприз: «сценаристы явно перечитали Кастанеду и Брэдбери, и тема путешествий в прошлое (и в собственное подсознание) по-прежнему здорово цепляет». Нейтральную оценку фильму дал «Журнал Тинькофф»: автор обзора разгромила сюжет и сценарий, но высоко оценила анимацию.